# روبرت غريف
روبرت غريف (بالإنجليزية: Robert Grieve)‏ هو ضابط أسترالي، ولد في 19 يونيو 1889 في Brighton, Victoria ‏ في أستراليا، وتوفي في 4 أكتوبر 1957 في ملبورن في أستراليا.